# Marignac (Tarn-et-Garonne)
Marignac ist eine französische Gemeinde mit 102 Einwohnern (Stand 1. Januar 2022) im Département Tarn-et-Garonne in der Region Okzitanien. Sie gehört zum Arrondissement Castelsarrasin und zum Kanton Beaumont-de-Lomagne. 
Sie grenzt im Westen und im Nordwesten an Pessoulens, im Norden an Cumont, im Nordosten an Gimat, im Osten an Faudoas, im Südosten an Maubec und im Süden an Avensac.

## Bevölkerungsentwicklung
| Jahr      | 1962 | 1968 | 1975 | 1982 | 1990 | 1999 | 2008 | 2015 |
| --------- | ---- | ---- | ---- | ---- | ---- | ---- | ---- | ---- |
| Einwohner | 99   | 88   | 84   | 76   | 56   | 66   | 98   | 116  |